# ZONE (음악 그룹)
Zone(ゾーン)은 일본의 4인 여자 아이돌 밴드로, 1999년 12월부터 2005년 4월 1일까지 활동하였다. 소속사는 런타임, 레이블은 소니 뮤직 레코드이다. 공식 팬클럽은 ザジズゼZONE 자지즈제ZONE[*], 2005년 봄에 해체되었다. 이후 2011년에 재결성이 되었으나, 멤버의 은퇴와 트러블에 의해 2013년 4월에 활동을 종료하였다.

## 역사
인디 시절의 Zone은 밴드가 아닌 댄스 그룹이었다. 〈believe in love〉를 데뷔를 앞서 구성원을 줄여 4명으로 형태가 갖춰졌다. 데뷔 당시에는 밴드도 아니고 아이돌도 아닌 밴돌(バンドル, Bandol, Band와 Idol의 합성어)로서 として売り出される. 초기 1, 2집 싱글 당시에는 일종의 퍼포먼스를 위해 악기를 갖고만 있었고, 3집 싱글부터는 악기 연주를 연습하여 실제로 연주할게 있게 되면서 실력파 여성 밴드로서 주목받게 되었다.
대표적인 노래로는 2001년 8월에 발매하여 오리콘 차트 최고 2위에 올라간 <secret base ~君がくれたもの~。>이며, 이곡은 NHK 홍백가합전에 3번 출연 중에서 2번 연주했으며, 또한 2005년 4월 1일 일본 무도관에서 진행된 해체 콘서트를 전국 중계하던 당시에도 연주되었다.
해체 후에 발매된 베스트 앨범 《E ~Complete A side Singles~》은 오리콘 차트 1위에 올랐다.
홋카이도 출신의 소녀 밴드라는 점에서 일시적으로 비슷한 점을 가진 Whiteberry와 비교되었다.

## 구성원
예능 육성 기관인 스튜디오 런타임에서 결성되었다. 메이저 데뷔 전에는 TAKAYO를 리더로 한 8인 체제의 댄스 그룹이었으나, 점차 인원을 졸여서, 1999년에 인디에서 데뷔하여 맥시 싱글 〈believe in love〉를 발매할 무렵에는 4명의 아이돌 밴드로 구성이 굳어졌다.

### 현 구성원
Maiko
본명: 栄舞子 사카에 마이코[*], 보컬, 베이스
1986년 7월 24일생, 오사카부 스이타시

### 옛 구성원
Takayo
본명: 大越貴代 오오코시 타카요[*], 보컬, 기타
1985년 6월 13일생, 홋카이도 삿포로 시 출신. 1999년부터 2003년까지 리더를 맡았으며, 학업을 마치기 위해 탈퇴하였다.
Mizuho
본명: 斉藤瑞穂 사이토 미즈호[*], 보컬, 드럼, 키보드
1986년 12월 12일생, 홋카이도 삿포로 시 출신. TAKAYO의 뒤를 이어 2005년 밴드가 해체될때까지 리더를 맡았다.
Tomoka
본명: 西村朝香 니시무라 토모카[*], 보컬, 기타, 키보드
1986년 9월 19일생, 홋카이도 삿포로 시 출신.
Miyu
본명: 長瀬実夕 나가세 미유[*], 보컬, 기타
1988년 5월 20일생, 홋카이도 삿포로시 출신. 최연소 멤버로 결성시부터 2013년 2월 13일까지 재적하고 있었지만, "현저한 음행과 종종 업무 불이행 등의 행위"로 소속 사무소에서 해고되었다. 일간 스포츠 기사에 따르면, 이벤트나 라이브를 무단 결석하는 상태가 거듭된 건에 대한 논의가 대립 한 채 해소하지 못한 것이 원인이라는 점에 있다.

## 음반

### 싱글

#### 인디
1. 1999년 12월 18일 《believe in love》

#### 메이저
1. 2001년 2월 7일 - 〈GOOD DAYS 굿 데이스[*]〉
2. 2001년 5월 23일 - 〈大爆発 NO.1 다이바쿠하츠[*](대폭발)〉
3. 2001년 8월 8일 - 〈secret base ~君がくれたもの~ 시크릿 베이스 ~키미가 쿠레타 모노~[*](그대가 주었던 것)〉
4. 2001년 11월 14일 - 〈世界のほんの片隅から 세카이노 혼노[*]()〉
5. 2002년 2월 14일 - 〈夢ノカケラ・・・ 유메노 카케라[*](꿈의 조각)〉
6. 2002년 7월 17일 - 〈一雫()〉
7. 2002년 9월 26일 - 〈証〉
8. 2002년 11월 27일 - 〈白い花 시로이 하나[*](하얀 꽃)〉
9. 2003년 4월 16일 - 〈true blue/恋々・・・ 트루 블루/코이코이[*]()〉
10. 2003년 7월 30일 - 〈H・A・N・A・B・I ~君がいた夏~ 하나비 ~키미가 이타 나츠[*](너가 있었던 여름)〉
11. 2003년 10월 29일 - 〈僕の手紙 보쿠노 데가미[*](나의 편지)〉
12. 2004년 2월 4일 - 〈卒業 소츠교[*](졸업)〉
13. 2004년 6월 2일 - 〈太陽のKiss 타이요노 키스[*](태양의 키스)〉
14. 2004년 8월 4일 - 〈glory colors ~風のトビラ~ 글로리 컬러스 ~카제노 토비라~[*](바람의 문)〉
15. 2005년 3월 9일 - 〈笑顔日和 닛와[*](웃는 얼굴 이야기)〉

### 앨범
1. Z - 2002년 2월 14일)
2. O - 2002년 11월 27일)
3. N - 2004년 2월 18일)
4. E ~Complete A side Singles~ - 2005년 4월 13일)
5. ura E ~Complete B side Melodies~ - 2006년 4월 19일)
6. ZONE 트리뷰트~네가 준 것~ - 2011년 8월 10일

### DVD
1. ZONE CLIPS 01 ~Sunny Side~ (2003년 10월 29일)
2. ZONE CLIPS 02 ~Forever Side~ (2004년 3월 17일)
3. ZONE TV special DVD edition 《{{lang|ja|ユメハジマッタバカリ|유메하지맛타바리》 (2004년 9월 29일)
4. ZONE CLIPS 03 ~2005 졸업(卒業 소츠교[*])~ (2005년 5월 18일)
5. ZONE FINAL in 일본 무도관 2005/04/01 ~마음을 담아서 고마워(心を込めてありがとう 코코로오 코메테 아리가토[*])~ (2005년 6월 22일)
6. ZONE BEST MEMORIAL CLIPS]] - 2006년 5월 24일)

### UMD
1. ZONE CLIPS 03~2005 졸업~ - 2005년 6월 22일)
2. ZONE FINAL in 일본 무도관 2005/04/01 ~마음을 담아서 고마워(心を込めてありがとう 코코로오 코메테 아리가토[*])~ - 2005년 6월 22일)

### 게임
- WONDER ZONE (플레이스테이션 2용) - 2002년 10월 10일)

## 수상 내역
- 2001년 요미우리 테레비 ALL JAPAN 리퀘스트 어워드 최우수 신인상
- 2001년 일본 유선 대상 최우수 신인상
- 2001년 일본 레코드 대상 신인상
- 2002년 일본 골드 디스크 대상 신인상